# Santa Catalina (Buenos Aires)
Santa Catalina es una de las 14 localidades del partido de Lomas de Zamora, en el sur del Gran Buenos Aires, Argentina.

## Geografía
Se encuentra en el norte del partido de Lomas de Zamora, y se encuentra delimitada por:
- Al este, con el canal Mugica, que la separa de  Villa Lamadrid.
- Al sur con la Av. General Chacho Peñaloza, que la separa de la reserva Santa Catalina
- Al oeste con la Av. Dr Gilberto Elizalde y el arroyo Santa Catalina, que la separan de 9 de Abril.
- Al norte con el Río Matanza, tanto en sus tramos antiguos como rectificados, que la separa de Villa Celina y Tapiales.

### Población
Es una de las localidades más carenciadas del ya que se compone en casi su totalidad de asentamientos originalmente informales.